# Amstel Gold Race 2005
De 40e editie van de Amstel Gold Race vond plaats op 17 april 2005. Het parcours, met start in Maastricht en finish in Valkenburg, had een lengte van 251,1 kilometer met daarin 31 hellingen.

## Verloop
De wedstrijd eindigde verrassend genoeg in een sprint van een redelijk grote groep, nadat er erg passief was gekoerst door de toppers. Daarin bleek Danilo Di Luca van Liquigas de sterkste te zijn. De Nederlander Michael Boogerd eindigde op de tweede plaats, Mirko Celestino werd derde. Tevens was er mist en slecht zicht deze dag. Hierdoor konden er geen tv-beelden gemaakt worden met de helikopter.

## Hellingen
De 31 hellingen gerangschikt op voorkomen op het parcours.

| 1. Maasberg 2. Adsteeg 3. Lange Raarberg 4. Bergseweg 5. Sibbergrubbe 6. Cauberg 7. Wolfsberg 8. Loorberg 9. Schweiberg 10. Camerig 11. Drielandenpunt 12. Gemmenicherweg 13. Vijlenerbos 14. Eperheide 15. Gulperberg 16. Plettenberg | 17. Eyserweg 18. Huls 19. Vrakelberg 20. Sibbergrubbe (2e maal) 21. Cauberg (2e maal) 22. Geulhemmerberg 23. Bemelerberg 24. Wolfsberg (2e maal) 25. Loorberg (2e maal) 26. Gulperberg 27. Kruisberg 28. Eyserbosweg 29. Fromberg 30. Keutenberg 31. Cauberg (3e maal) |

## Uitslag
| rang | renner                         | land        | tijd       |
| ---- | ------------------------------ | ----------- | ---------- |
| 1    | Danilo Di Luca                 | Italië      | 6u 21' 07" |
| 2    | Michael Boogerd                | Nederland   | z.t.       |
| 3    | Mirko Celestino                | Italië      | z.t.       |
| 4    | Miguel Ángel Martín Perdiguero | Spanje      | z.t.       |
| 5    | Patrik Sinkewitz               | Duitsland   | z.t.       |
| 6    | Björn Leukemans                | België      | z.t.       |
| 7    | David Etxebarria               | Spanje      | z.t.       |
| 8    | Fabian Cancellara              | Zwitserland | z.t.       |
| 9    | Jérôme Pineau                  | Frankrijk   | z.t.       |
| 10   | Óscar Freire                   | Spanje      | z.t.       |